# ルイス・セケイラ
ルイス・セケイラ（Luis Sequeira|Luis Sequeira）は、カナダの映画衣裳デザイナーである。

## 経歴
ウェディングドレスのデザイナーであった母親の影響でファッションデザイナーとなり、ファッション業界で6年働いた後に映画業界で衣装デザイナーとしてのキャリアを始め、トロントを拠点に活動する。ギレルモ・デル・トロの作品に参加することが多く、『シェイプ・オブ・ウォーター』と『ナイトメア・アリー』でアカデミー衣裳デザイン賞にノミネートされた。

## 主な担当作品
- FXザ・シリーズ F/X: The Series (1996-1998)
- きかんしゃトーマス 魔法の線路 THOMAS and The Magic Railroad (2000)
- コードネーム＞エタニティ Code Name: Eternity (2000)
- ハイウェイマン Highwaymen (2004)
- 幸せのきずな Flash of Genius (2008)
- 遊星からの物体X ファーストコンタクト The Thing (2011)
- MAMA(2013)
- ストレイン 沈黙のエクリプス The Strain (2014)
- シェイプ・オブ・ウォーター The Shape of Water (2017)
- ナイトメア・アリー Nightmare Alley (2021)